# Зайцев, Григорий Назарович
Григорий Назарович Зайцев (19 августа 1924, с. Ленинское, Актюбинская область — 21 декабря 2009, с. Студёное, Оренбургская область) — бригадир тракторно-полеводческой бригады колхоза «Красный Октябрь» Илекского района Оренбургской области. Герой Социалистического Труда (1968).

## Биография
Родился 19 августа 1924 года в селе Ленинское Темирского района Актюбинской области в многодетной крестьянской семье. Был девятым ребёнком в семье. Рано лишился отца. Вместе с семьей переехал в село Студеное Илекского района Оренбургской области.
Окончил школу и курсы трактористов при Кинделинской МТС. С 1940 года трудился на разных работах в колхозе «Красный Октябрь»: пас лошадей, работал прицепщиком в тракторной бригаде. Вскоре стал ударником труда. В начале войны Зайцеву доверили трактор. Рвался на фронт, но его не отпускали.
В 1942 году после многочисленных просьб он добровольцем призван в ряды Красной Армии. Окончив полковую школу, был направлен помощником командира взвода саперной разведки 53-го отдельного саперного батальона на фронт. Принимал участие в освобождении Украины, Белоруссии, Литвы, в боях на территории Восточной Пруссии. Был контужен и тяжело ранен в боях за Восточную Пруссию. На фронте стал членом ВКП/КПСС. За мужество и героизм, проявленные в боях с захватчиками, Г. Н. Зайцев был награждён орденами Славы 2-й и 3-й степени, медалью «За отвагу».
После войны Г. Н. Зайцев был демобилизован. Вернулся в село Студеное. Работал бригадиром тракторной бригады. В 1951 году был избран председателем Студеновского сельского совета. По окончании срока полномочий вновь вернулся в тракторную бригаду на должность бригадира.
В течение 20 лет возглавлял трудовой коллектив полеводов и сумел сделать свою бригаду лучшей не только в колхозе «Красный Октябрь», но и во всем Илекском районе. В 1968 году его бригада собрала высокий урожай по 28,5 центнера зерна с каждого гектара.
Указом Президиума Верховного Совета СССР от 29 ноября 1968 года за выдающиеся успехи, достигнутые в увеличении производства и заготовок зерна, Зайцеву Григорию Назаровичу присвоено звание Героя Социалистического Труда с вручением ордена Ленина и золотой медали «Серп и Молот».
Избирался делегатом XXII съезда КПСС, депутатом Оренбургского областного совета депутатов, депутатом сельского и районного советов.
Жил в селе Студёное. Умер 21 декабря 2009 года. Похоронен на кладбище в селе Студёное.

## Награды
За трудовые и боевые успехи был удостоен:
- золотая звезда «Серп и Молот» (29.11.1968)
- орден Ленина (9.11.1968)
- Орден Отечественной войны I степени (11.03.1985)
- Орден Славы II степени
- Орден Славы III степени
- медаль За отвагу
- другие медали.